# Viola dukadjinica
Viola dukadjinica W.Becker & Košanin – gatunek roślin z rodziny fiołkowatych (Violaceae). Występuje endemicznie naturalnie w południowej i wschodniej części Albanii oraz północno-zachodniej Grecji. 

## Morfologia
PokrójBylina tworząca kłącza i rozłogi.
LiścieBlaszka liściowa ma owalny lub okrągławy kształt. Mierzy 1,5–4 cm długości oraz 1,3–3,5 cm szerokości, jest piłkowana na brzegu, ma sercowatą nasadę i tępy wierzchołek. Ogonek liściowy jest nagi i ma 1,5–12 cm długości. Przylistki są lancetowate i osiągają 8–10 mm długości.
KwiatyPojedyncze, wyrastające z kątów pędów. Mają działki kielicha o równowąsko lancetowatym kształcie i dorastające do 3 mm długości. Płatki są łyżeczkowate, mają białą barwę oraz 7–8 mm długości, dolny płatek jest podługowaty, mierzy 9 mm długości, posiada obłą ostrogę o długości 1 mm.

## Biologia i ekologia
Rośnie na terenach skalistych, na wysokości od 1400 do 2400 m n.p.m.